# Fenomenología del espíritu
La Fenomenología del espíritu o de la mente (Phänomenologie des Geistes en alemán) es una de las obras más importantes (y discutidas) del filósofo alemán Georg Wilhelm Friedrich Hegel, en la que este fundamenta su sistema, el idealismo absoluto. Publicada en 1807, es considerada como una de las obras conceptuales más difíciles de la filosofía occidental.[cita requerida] En ella se tratan problemáticas filosóficas anteriores al materialismo histórico alemán, como son el ideal del absoluto, el espíritu humano como amor a la sabiduría en lo práctico y la dialéctica amo-esclavo, entre otros. Para Hegel, la fuente del movimiento hacia lo absoluto es la contradicción interna del espíritu y todos los fenómenos de la Naturaleza y de la Historia son para él formas de manifestación, de revelación del espíritu absoluto, formas de su autoconocimiento.

## Estructura
La edición más reciente en español es de Jorge Aurelio Díaz cuyo enlace se encuentra https://archive.org/details/hegel-fenomenologia-del-espiritu-2022
En su "Prefacio" expone la necesidad de la tríada dialéctica para la comprensión con una metáfora:
"El capullo desaparece al abrirse la flor, y podría decirse que aquél es refutado por ésta; del mismo modo que el fruto hace aparecer la flor como un falso ser allí de la planta, mostrándose como la verdad de ésta en vez de aquélla. Estas formas no sólo se distinguen entre sí, sino que se eliminan las unas a las otras como incompatibles. Pero, en su fluir, constituyen al mismo tiempo otros tantos momentos de una unidad orgánica, en la que, lejos de contradecirse, son todos igualmente necesarios, y esta igual necesidad es cabalmente la que constituye la vida del todo."
«La Fenomenología del espíritu es una obra que no tiene ningún parangón en toda la literatura filosófica. Es a la vez el libro más bello y original. Empero también el más extraño, obscuro y enigmático que jamás haya escrito un filósofo. Esta dificultad de la Fenomenología explica los juicios contradictorios de que ha sido objeto. Para Schopenhauer era sólo una burbuja de jabón.» Eusebi Colomer, El pensamiento alemán de Kant a Heidegger, Tomo II, capítulo 6.
La articulación interna de la fenomenología es muy compleja, ya que el propio Hegel ha proporcionado dos formas diferentes de dividir este trabajo que se presentan juntas en la versión final. Específicamente, es posible articular el trabajo como una sucesión de "formas" o "figuraciones" (marcadas por el número romano), que, sin embargo, en grupos o individualmente se refieren a fases o momentos, o a las formas particulares en que se configura la relación de la conciencia con su objeto.
A. Conciencia 
B. Autoconciencia 
c. (AA.) Razón 
A. Razón observante 
B. La realización de la autoconciencia racional por sí misma 
c. La individualidad que es para sí real (reell) en y para sí misma 
(BB.) El espíritu 
A. El espíritu Verdadero, la eticidad 
B. El espíritu extrañado de sí mismo; la cultura 
c. El espíritu cierto de sí mismo. La moralidad 
(ce.) La religión 
A. Religión natural 
B. La religión del arte 
c. La religión revelada 
(DD.) El saber absoluto
| I. La certidumbre sensible o "esto" y la opinión        | A. Conciencia     | A. Conciencia       |
| II. La percepción o la cosa y la ilusión                | A. Conciencia     | A. Conciencia       |
| III. Fuerza e intelecto, fenómeno y mundo ultrasensible | A. Conciencia     | A. Conciencia       |
| IV. La verdad de la certidumbre de sí mismo             | B. Autoconciencia | B. Autoconciencia   |
| V. Certidumbre y verdad de la razón                     | C.                | (AA) Razón          |
| VI. El espíritu                                         | C.                | (BB) Espíritu       |
| VII. La religión                                        | C.                | (CC) Religión       |
| VIII. El saber absoluto                                 | C.                | (DD) Saber absoluto |

Los principales momentos del desarrollo fenomenológico son, por tanto, 3 (aquellos marcados con las letras A, B y C): el primero es el de la conciencia, marcado por una oposición entre sujeto y objeto y por la convicción del sujeto de que la verdad está fuera del sujeto, en objetividad; el segundo es el de la autoconciencia, caracterizada por una fuerte confianza en la subjetividad a expensas de la objetividad, por la convicción de que el criterio de la verdad se encuentra en el ego y no en las cosas; para el tercero, sin embargo, Hegel no tiene un nombre real y simplemente indica una similitud entre las diversas "figuras" incluidas en él (razón, espíritu, religión y conocimiento absoluto), que consiste en superar la oposición entre sujeto y objeto, y desde el reconocimiento del ser como toda realidad.

## Argumento
Hegel, recogiendo el pensamiento de Heráclito, afirma el devenir constante. Y el sujeto se define por oposición al mundo, que está compuesto de objetos y entidades que se definen por sus propiedades siempre en mutación. El tiempo, pues, es clave para definir la relación entre la persona y su entorno.
Cada individuo comienza a conocer a partir de la experiencia (empirismo), y acepta como primera verdad la realidad de lo que capta. Con la razón, sin embargo, distingue entre la apariencia de la cosa que percibe y su auténtica esencia (siguiendo el influjo de Platón). Esta esencia se muestra desnuda, sin propiedades, por lo que se da la paradoja de que entonces es imperceptible e inexistente, ya que necesita alguna propiedad para manifestarse. El entendimiento humano acepta entonces que la realidad de los objetos es al mismo tiempo el no ser y su manifestación siempre cambiante y huidiza. Y a partir de este punto se inicia la dialéctica, algo clave en la filosofía de Hegel. 
«El interés general de Hegel, en tanto filósofo, es la verdad filosófica, una verdad cuya forma no puede ser otra que su presentación científica. En los primeros párrafos del prólogo, introduce un par de metáforas para distinguiresta concepción de la filosofía de los de Kant y compañía. La primera hace referencia a la anatomía, el estudio de las partes del cuerpo humano, un estudio que se considera una ciencia. Hegel, sin embargo, piensa que no merece el nombre de Ciencia ya que es un mero “conglomerado de conocimientos” aislados. Entender las partes por separado no equivale a entender su funcionamiento en un organismo vivo. Como el cuerpo humano, la realidad que estudia la filosofía también tiene partes, a saber, los conceptos. Hegel pretende que el estudio de los conceptos, que no es anatomía sino filosofía, sea científico. Aquí deberíamos tener cuidado en no confundir su concepto de ciencia (que es Wissenschaft en el alemán) con nuestro concepto contemporáneo de ciencia. Ciencia, en el sentido hegeliano, es la comprensión racional y sistemática de la realidad en la que todas las partes, los conceptos, se relacionan entre sí no de forma mecánica, sino orgánica, es decir, de acuerdo con una lógica dinámica que expresa en la segunda de las metáforas que mencioné. En el segundo párrafo del prólogo, dice que la filosofía tradicionalmente se fija en el binomio verdad/falsedad. Si un planteamiento es verdadero, eso significa que los demás tienen que ser falsos. Hegel rechaza esto. Dice que no se ha concebido “la diversidad de los sistemas filosóficos como el desarrollo progresivo de la verdad”. En el proceso del florecimiento, el capullo desaparece al aparecer la flor. ¿Es que éste refuta a aquél? No. Y al dar paso la flor a la fruta, ¿quiere decir que la flor haya sido una manifestación falsa de la planta? Obviamente no. Son todos momentos dialécticos de una unidad orgánica. Ahora bien, a lo largo del prólogo, Kant (por un lado) y Schelling y los románticos (por el otro) son los blancos principales de su crítica. La virtud de Kant es que los detalles de la realidad se toman en cuenta, no se pierden. El defecto es que no son momentos de una totalidad, lo absoluto, sino las partes de un “cuerpo muerto”. Con Schelling es al revés. Él sí ve la importancia de ir más allá de Kant y postular lo absoluto, sin embargo, es un absoluto vacío y místico en el que todo es idéntico a lo demás, como la noche, como Hegel famosamente dice, en la que todos los gatos son pardos.» Darin Mcnabb, 2017.
La percepción de uno mismo hace desaparecer la división entre objeto y sujeto, ya que la conciencia de existir pasa porque la persona que percibe y piensa en ella misma sea idéntica al objeto de este pensamiento. Una de las primeras adquisiciones de la conciencia humana es la aceptación de su mortalidad: venciendo el miedo a la muerte, se convierte en auténticamente libre. La libertad, sujeta a la razón, permite acercarse a los otros; es lo que Hegel llama Geist / espíritu. Dentro de este acercamiento, el espíritu busca el conocimiento del mundo, del que han partido todas las certezas, y esta búsqueda de la verdad da placer, por más que sea infructuosa. Para avanzar en el saber, recurre de nuevo a la dialéctica, negando una verdad parcial y llegando a una nueva afirmación, que será revisada perpetuamente, dentro del cambio general del mundo.
Este proceso dialéctico en tres fases (que erróneamente fue bautizado como tesis-antítesis-síntesis por Fichte y los seguidores de Hegel) se denomina en Hegel abstracto-negativo-concreto, en referencia a la negación de la intuición primera (abstracta por poco concreta y porque se relaciona con la esencia de las cosas), que lleva a concretarse en una realidad momentánea que se convierte en falsa por el mismo devenir temporal, con lo que vuelve a empezar el proceso.
Por lo tanto, el hombre está compuesto de cuatro esferas: la conciencia, que se encarga de la percepción y el entendimiento; la autoconciencia; la razón que trasciende los límites de uno mismo, y, finalmente, el espíritu , que con la dialéctica puede alcanzar el conocimiento y ocuparse de la ética. Esta ética se institucionaliza en la familia, la sociedad y por último el Estado (síntesis la familia y la sociedad), que nace de un contrato social que al romperse o mutar (por el eterno cambio del mundo) provoca la guerra y el cambio social, como prueban los movimientos en la historia (tesis que inspiraría a Marx). La filosofía es la ciencia que se ocupa de este espíritu en sentido amplio y, por tanto, constituye el saber más total, por encima de la religión.
Siguiendo este orden de ideas en el capítulo que versa sobre la autoconciencia esta la famosísima diálectica del señor y siervo que en palabras de un especialista «Lo importante es que aquí pueden verse los débiles comienzos de una explicación de la determinación social de la verdad y de la Noción sujeto-objeto. En "Señorío y servidumbre'; una segunda autoconciencia es introducida  como resultado de la dialéctica previa. Empero todavía la autoconciencia original considera el ámbito del objeto puramente suyo y ve al otro como algo inesencial. En la medida en que la autoconciencia niega al otro un papel en el informe de la subjetividad y la objetividad, tampoco permite que sus propias determinaciones sean mediadas y condicionadas por el otro. Todavía estamos en el nivel de la subjetividad pura y aún no hemos avanzado realmente al nivel social. Propongo interpretar con estos términos epistemológicos la acción "práctica" o "social" y las relaciones de esta sección, pues estos concuerdan con la problemática del conocimiento.» Jon Stewart la unidad de la fenomenología del espíritu de Hegel una interpretación sistemática.
Para Hegel, las ramas del saber sufren una crisis de disparidad, puesto que las disciplinas se han encargado de dividirlas para su aprehensión teórica. Más en la práctica, el problema de los absolutos entra en juego, pues es difícil intertextualizar conceptos.
El placer y la alegría que genera la exploración del saber, para Hegel, está en la búsqueda de la verdad, mas no en el hallazgo en sí. «Mostrar la sucesión de las diferentes formas o fenómenos de la conciencia hasta llegar al saber absoluto es el tema de la Fenomenología del Espíritu como introducción al sistema total de la ciencia. El primer momento del saber es aquel en que la conciencia cree hallar el conocimiento verdadero en la certidumbre sensible. Todo lo que el conocimiento sensible puede enunciar de un objeto es decir que es. Solo por la universalidad del significado de términos con los cuales pretendemos describir los datos sensibles supuestamente inmediatos podemos alcanzar certidumbre acerca de tales datos. Debe, pues, avanzarse más allá de la certidumbre sensible y encontrar lo que puede fundamentar ésta. Superior a la certidumbre sensible es la percepción, a la cual sigue el entendimiento, que consiste ya en el pensamiento del objeto. Este estado de pérdida de la conciencia en la diversidad del objeto y en sus contradicciones desaparece cuando sobreviene en el camino que conduce al saber absoluto el reconocimiento pleno de sí misma y de su esencial identidad consigo misma. Toda diversidad y toda oposición de la conciencia con el objeto quedan entonces desvanecidas ante la unidad revelada en el concepto y solo entonces se puede decir propiamente que la conciencia es razón. 
La fenomenología del espíritu no parte del saber absoluto, pero conduce necesariamente a él. Desde entonces puede el pensamiento situarse en la inmediatez de lo Absoluto mismo, ser ciencia de la Idea absoluta. Esta ciencia procede a su vez dialécticamente; el proceso de sucesivas afirmaciones y negaciones que condujo de la certidumbre sensible al saber absoluto es el mismo proceso que sirve a la filosofía para manifestar la Idea. En su ser en sí, la Idea absoluta es el tema de la Lógica. En su ser fuera de sí, la Idea absoluta es el tema de la Filosofía de la Naturaleza. En su ser en y para sí mismo, la Idea absoluta es el tema de la Filosofía del Espíritu. Como ciencia de la Idea en su ser en sí, la Lógica comienza con la teoría del ser. El ser es la noción más universal, pero al mismo tiempo la más indeterminada. Al ser negado todo contenido en esta suma abstracción, el ser se convierte en la nada. Pero esta negación del ser queda superada por su negación misma, por el devenir (en alemán: Werden), síntesis de ser y nada. El resultado de esta síntesis es la Existencia (Dasein) en cuanto Ser determinado. Este ser determinado está determinado por una cualidad, por medio de la cual se convierte en un algo. Como el carácter determinado del algo es equivalente a un límite, el algo de que se trata tiene que ser limitado. Esta limitación es la cantidad. La cantidad es a su vez límite, pero sin establecer en qué proporción lo es. Es, pues, menester que el algo determinado o cualidad limitado por la cantidad sea determinado por la medida. Cualidad, cantidad y medida son momentos de la primera parte de la lógica, que es a su vez el primer momento del sistema completo del ser, es decir, del ser en cuanto ser en sí. Como segundo momento aparece el ser en su manifestación o verdad: la esencia, que es a su vez afirmada, negada y superada en su ser en sí o esencia como tal, en su manifestación o fenómeno y en su unión con el fenómeno, esto es, en su realidad. En su ser en y para sí mismo ("Selbst") , como resultado de su completo auto-desenvolvimiento, el ser es el concepto. El concepto es la síntesis de los dos momentos principales del ser, es unión del ser y de la esencia, liberación de la necesidad de la esencia, ser de la substancia en su libertad; como concepto subjetivo es universalidad, negación de ésta o particularidad, y superación de los dos momentos o individualidad. En el concepto son pensados su ser en sí y el juicio como momentos opuestos unidos en el raciocinio o conclusión, que permite expresar en una síntesis la universalidad de lo individual. Como concepto objetivo, revela el concepto su ser fuera de sí en sus momentos del mecanicismo, del proceso químico y de la teleología o finalidad orgánica, donde el concepto se convierte en la idea directora de una totalidad que había permanecido como disgregada en los dos momentos precedentes. Y, finalmente, como Idea, el concepto es la síntesis de los conceptos subjetivo y objetivo, la verdadera y plena unión del ser con la esencia después de haberse manifestado en su totalidad, la Idea absoluta que vuelve a sí misma tras la dialéctica que en el ser, en la esencia y en el concepto ha encontrado sus negaciones y superaciones, pues en la Idea se manifiesta de un modo radical la síntesis de las contradicciones del concepto, que es a su vez la síntesis de las contradicciones del ser. 
Ahora bien, la Idea, que la lógica estudia en su ser en sí, es estudiada por la filosofía de la Naturaleza en su alteridad. También en ella se desenvuelven sus manifestaciones dialécticamente: en su estado de alteridad, la Naturaleza tiende continuamente a volver a la Idea en su ser en y para sí misma, pues la Naturaleza es como el estado de máxima tensión de la Idea, el momento en que la Idea ha llegado hasta el límite de su ser-otro y en que, por consiguiente, emprende el camino hacia la subjetividad. El primer momento de esta marcha viene representado por la Naturaleza tal como es objeto de consideración por la mecánica: como lo inorgánico puro, como lo que está sometido al espacio, al tiempo y a la gravedad; en el segundo momento aparece como lo físico, que no es solo lo cuantitativo, sino el comienzo de una subjetividad de la Naturaleza expresada en los fenómenos químicos y eléctricos; en el tercer momento, como lo orgánico, lo individual, lo opuesto a la exterioridad de lo mecánico, lo que es ya casi umbral de la subjetividad. 
La Idea en su ser en y para sí misma, al regresar del gran círculo en que, a partir de su ser en sí, recorrió los sucesivos momentos de su alteridad, constituye el objeto de la filosofía del espíritu. También en ella alcanza el Espíritu su pura y absoluta interioridad a través de un movimiento dialéctico en el cual el Espíritu como ser en sí es Espíritu subjetivo, como ser fuera de sí o por sí es Espíritu objetivo, y como ser en y para sí mismo es Espíritu absoluto. El Espíritu subjetivo es el espíritu individual, afincado en la naturaleza humana y en marcha continua hacia la conciencia de su independencia y libertad. A través de los grados de la sensación y del sentimiento, fases corporales que facilitan el acceso a la entrada en sí mismo, el Espíritu subjetivo llega a su conciencia, al entendimiento y finalmente a la razón. Libertado el Espíritu subjetivo de su vinculación a la vida natural, puesto como conciencia pura de sí mismo, se realiza en el Espíritu objetivo como Derecho, como moralidad y como eticidad. El Derecho constituye el grado inferior de las realizaciones del Espíritu objetivo, porque afecta únicamente a la periferia de la individualidad: la moralidad, en cambio, agrega a la exterioridad de la ley la interioridad de la conciencia moral. Pero esta interioridad, cuyo carácter subjetivo la hace inadecuada para la plena realización del Espíritu objetivo, debe dar paso inmediato a la eticidad, a la ética objetiva que se realiza en lo universal concreto de la familia, de la sociedad y del Estado, síntesis de la exterioridad de lo legal y de la arbitrariedad subjetiva de lo moral. El Estado no es un mero protector de los intereses del individuo como tal, de su libertad subjetiva, sino la forma más elevada de la ética objetiva, la plenitud de la idea moral y la realización de la libertad objetiva. «El argumento transcendental de Hegel se ha desarrollado más o menos como sigue: la tarea del capítulo de la “Conciencia” fue dar un informe completo de la determinación de la objetividad con referencia a la esfera del objeto mismo. Sin embargo, esto resultó inadecuado. La esfera del sujeto había que tenerla en cuenta como una presuposición necesaria de la determinación de la objetividad. La tarea del capítulo de la “Autoconciencia” era cumplir la meta original: dar un informe completo de la objetividad, empero esta vez referido a la esfera subjetiva. Esto también resultó inadecuado, ya que el sujeto autoconsciente no es una entidad atómica, aislada, pues más bien está ontológicamente vinculado con otros sujetos autoconscientes. Por consiguiente, un informe de la interacción de un sujeto autoconsciente con otros sujetos autoconscientes debe darse de un modo que demuestre cómo el todo social sirve para configurar la determinación de la objetividad en su interacción con la autoconciencia individual y viceversa.» Jon Stewart la unidad de la fenomenología del espíritu de Hegel una interpretación sistemática.
El Estado es el universal concreto, la verdadera síntesis de la oposición entre la familia y la sociedad civil, el punto de detención y de reposo del espíritu objetivo. La síntesis del Espíritu subjetivo y el objetivo es el Espíritu absoluto, que a su vez se auto-despliega en la intuición de sí mismo como arte, en la representación de sí mismo como religión y en el absoluto conocimiento de sí mismo como filosofía. Pero la filosofía aparece cuando la realidad se ha explicitado ya a sí misma, porque el búho de Minerva sólo emprende su vuelo a la llegada del crepúsculo.» José Ferrater Mora. Diccionario de Filosofía. Editorial Ariel. ISBN 84-344-8752-7
«La Lógica de Hegel no se confunde con la Filosofía de la Naturaleza y la Fenomenología del Espíritu (Conciencia, Autoconciencia, Razón), debido a que reexpone, desde la perspectiva abstracta, aquello mismo que la Filosofía de la Naturaleza y la Fenomenología del Espíritu han expuesto desde la perspectiva morfológica. El Mapa del Mundo de la Filosofía Moderna se reparte entre una Filosofía Natural y una Filosofía del Espíritu, y, envolviéndolas a ambas, aparece la Lógica: 
»El ente envuelve la Filosofía de la Naturaleza Mecánica, y la Filosofía (Antropología, Fenomenología, Psicología) y Fenomenología (Conciencia, Sensibilidad, Percepción) del Espíritu Subjetivo. 
»La Esencia envuelve la Filosofía de la Naturaleza Física, y la Filosofía y Fenomenología (Autoconciencia, Derecho, Moralidad) del Espíritu Objetivo. 
El Concepto envuelve la Filosofía de la Naturaleza Orgánica (Naturaleza animal, Vida), y la Filosofía (Arte, Religión) y Fenomenología (Razón, Reino animal del Espíritu) del Espíritu Absoluto.»

## Traducciones al español
Si excluimos las traducciones parciales, existen cuatro traducciones completas de la Fenomenología del espíritu al español. Fue criticada la traducción de Wenceslao Roces (México: FCE, 1966 y 2004), ocasionalmente oscura y revisada por Ricardo Guerra; otros consideran aún peor la de Alfredo Llanos (Buenos Aires: editorial Rescate, 1991). La penúltima, bastante bien librada, es la de Manuel Jiménez Redondo (Valencia: editorial Pretextos, 2006; reimpresa en 2009); además su traductor ha explicado la metodología que ha utilizado en la misma y, aunque algunos la tachan de parafrástica y desglosada, va precedida de un estudio preliminar, está erudita y prolijamente anotada y ofrece alternativas de traducción. La última, de Antonio Gómez Ramos, presenta la ventaja de ser bilingüe (Madrid: Abada-UAM, 2010) y de ir acompañada de cuatro mejoras: a) un "Glosario alemán-español"; b) un "Índice de conceptos alemán-español"; c) algunas notas a pie de página sobre variantes de edición o dificultades de traducción, como dobles sentidos, polisemias o juegos de palabras; y d) un aparato crítico de notas al final del documento donde se hacen explícitos los
autores, las obras, problemas y teorías que están presentes en la obra de Hegel y con los que el filósofo discute sin mencionarlos, o de forma implícita. Esta traducción se funda en la canónica edición históricocrítica de Wolfgang Bonsiepen y Reinhard Heede publicada en Hamburgo por la editorial Felix Meiner en 1980, como volumen 9 de las Gesammelte Werke editadas en asociación con la Deutsche Forschungsgemeinschaft y bajo el patrocinio de la Academia de Ciencias de Renania-Westfalia; pero el texto alemán se presenta de un modo distinto en la edición de 2010: con la ortografía moderna normalizada del alemán.
Gemma Muñoz-Alonso destaca que existen ayudas exegéticas importantes en español para interpretar la obra:
- Ernst Bloch, Sujeto-Objeto: el pensamiento de Hegel (Madrid: FCE, 1949)
- Herbert Marcuse en Razón y revolución: "Hegel y el surgimiento de la teoría social" (traducido por Julieta Fombona de Sucre. Caracas: Universidad Central de Venezuela, 1967)
- Ramón Valls Plana, Del yo al nosotros: lectura de la Fenomenología del Espíritu de Hegel (Prólogo de Emilio Lledó. Barcelona: Laia, 1971)
- Jean Hyppolite, que comenta de forma exhaustiva todo el libro capítulo por capítulo: Génesis y estructura de la Fenomenología del espíritu de Hegel (traducido por Francisco Fernández Buey. Barcelona: Península, 1974; también 1998).
- Félix Duque, Hegel, la especulación de la indigencia (Granica, 1991), y los capítulos correspondientes de La era de la crítica (Madrid: Akal, 1998)
- Hans-Georg Gadamer, La dialéctica de Hegel (Madrid: Cátedra, 1998)
- Carlos Pérez Soto, "Sobre Hegel" (Santiago: Palinodia, 2006)
- Martin Heidegger, La Fenomenología del espíritu de Hegel (Madrid: Alianza, 1995; también 2006)
- Pedro Cerezo Galán, El camino del saber. Comentario de la «Fenomenología del espíritu» de Hegel (Madrid: Trotta, 2022)